# Лик (митологија)
Лик (грч. Λύκος) је у грчкој митологији било име више личности.

## Етимологија
Име Лик има значење „кука“, „вук“ или „ајкула“.

## Митологија
- Према Аполодору, био је један од Египтида, чија је мајка била Аргифија, а супруга Данаида Агава.[2]
- Према Аполодору и Хигину, био је син љубимац бога Посејдона, који је због тога боравио на „острву блажених“. Његова мајка је била Плејада Келено.[3]
- Даскилов син, краљ Маријандина који је срдачно угостио Аргонауте. Уз велике почасти је сахранио двојицу од њих, Тифија и Идмона, који су умрли на његовој земљи. Пред полазак Аргонаута у Колхиду, он је свог сина послао да им покаже пут.[4] Он их је тако срдачно примио, јер су убили Амика, краља Бербика, који је био његов непријатељ. Херакле му је помогао такође у борби против Бербика и убио је многе, па тако и Мигдона, Амиковог брата. Он је чак преотео велику територију од њих и дао је Лику, који ју је назвао Хераклеја.[3]
- Према Хигину, отац Аскалафа и Ијалмена, које је имао са Пернидом.[3]
- Лик или Ликије је био син Пандиона и Пилије, Егејев, Нисов и Палантов брат. Брат Егеј га је протерао из Атине и он је нашао уточиште у Арени у Месенији, где је открио обреде Велике Богиње Афареју. Или је према Херодоту дошао у Ликију, која је названа по њему.[3] Неки извори наводе да је Егеј као најстарији добио власт над Атином, док су браћа коцком поделила власт над другим земљама. Тако је Лик добио Еубеју. Љубоморна браћа су иначе ширила гласине да је Лик ванбрачни син неког Скирија и он је живео под сталном опасношћу од завере својих рођака, те се издавао за изгнаника из Еубеје, да би се коначно повукао заједно са Сарпедоном.[5] Према Паусанији и Аристофану, у Атини је слављен као херој, а лицеј је назван по њему. Паусанија је извештавао и да је понекад називан античким пророком и да је породица Ликомеда у Атини, добила назив по њему, јер су наводно од њега и потекли. Ова породица је била блиско повезана са атичким мистеријама и имала своје капеле у демама у Фили и Анданији.[6] Као пророк, рекао је да ће Месењани, ако буду успели да сачувају извесну свету ствар, моћи да поврате своју очевину. Према једној верзији, та ствар је била танка калајна плоча на којој су биле урезане тајне великих богиња. Зато су Месењани ту плочу ставили у бронзану урну и закопали на врху планине Итоне. Њу је ископао Тебанац Епаминондант, када је повратио Месњанима славу коју су некада имали.[5]
- Био је сатир, син Хермеса и Ифтиме, Фереспондов и Прономов брат. Био је гласник бога Диониса.[7]
- Лик је био један од кентаура који се борио против Лапита на Пиритојевој свадби. Убио га је Пиритој.[8]
- Према Вергилијевој „Енејиди“, један од Енејиних пратилаца.[3]
- Вергилије је поменуо још једног Лика који је био војник у Енејиној војсци и кога је убио Турно.[3]
- Лик или Ликург је био Феретов син, краљ Немеје, града у северној Арголиди. Његова супруга је била Амфитеја или Еуридика. Када је војска која је кренула у поход седморице против Тебе стигла до његовог града, десила му се несрећа; отровна змија је ујела и убила његовог сина Офелта, због непажње Хипсипиле.[3]
- Био је један од телхина, син Посејдона и Таласе, који се придружио Дионису у походу на Индију.[3] Према Диодору, он је отишао у Ликију где је саградио храм ликијском Аполону крај реке Ксант.[6]
- Према Паусанији, Трачанин кога је убио Кикно у борби један на један.[6]
- Арејев син, краљ Либије, који је странце жртвовао свом оцу. Задесило се да је Диомед, на повратку из Троје пристигао у његову земљу због буре која га је тамо нанела, па је Лик хтео да жртвује и њега. Међутим, спасила га је Ликова кћерка Калироја, која се у њега била заљубила.[4]
- Деријадов савезник, који се у рату у Индији борио против Диониса, заједно са оцем и браћом. Био је иначе син Арета и Лаобије.[3]
- Један од бранилаца Тебе у рату седморице против Тебе.[3]
- Према Овидијевим „Метаморфозама“, један од Диомедових пријатеља који је претворен у птицу.[3]

## Посебни чланци
- Лик (Хиријејев син), краљ Тебе.
- Лик (Посејдонов син).